# DRDO Nishant
DRDO Nishant — разведывательный беспилотный летательный аппарат.
Первый полёт совершил в 1995 году. Предназначен для наблюдения, целеуказания, корректировки артиллерийского огня, оценки ущерба над вражеской территорией. Разработан Индией совместно с фирмой ADE филиалом компании DRDO, для индийских вооружённых сил. В июле 1999 года индийская армия разместила свои новые БПЛА Nishant в Кашмире, для борьбы с боевиками местных сепаратистов, действующими при поддержке Пакистана. Индийская армия заказала 12 Nishant наряду с наземными системами поддержки. Посадка осуществляется с помощью парашюта.
Организация оборонных исследований и разработок Индии провела летные испытания беспилотного летательного аппарата Nishant 20 июня 2008 года вблизи города Колар, штат Карнатака.

## ТТХ
1. масса: 300 кг
2. Длина: 4,63 м (15,2 фута)
3. Крыла: 6,57 м (21,6 фута)
4. Пустой вес: 380 кг (837,8 фунтов)
5. Полезная нагрузка: 45 кг
6. Максимальная скорость: 195 км / ч
7. Крейсерская скорость: 125 км / ч до 150 км / ч
8. Диапазон: 160 км (99,5 мили)
9. Потолок 3600 м
10. Продолжительность полёта: до 5 ч